# Comté de Forsyth (Géorgie)
Pour les articles homonymes, voir Comté de Forsyth.
Le comté de Forsyth est l'un des comtés de l'État de Géorgie. Le chef-lieu du comté se situe à Cumming.

## Démographie
| 1840  | 1850  | 1860  | 1870  | 1880   | 1890   |
| ----- | ----- | ----- | ----- | ------ | ------ |
| 6 619 | 8 850 | 7 749 | 7 983 | 10 559 | 11 155 |

| 1900   | 1910   | 1920   | 1930   | 1940   | 1950   |
| ------ | ------ | ------ | ------ | ------ | ------ |
| 11 550 | 11 940 | 11 755 | 10 624 | 11 322 | 11 005 |

| 1960   | 1970   | 1980   | 1990   | 2000   | 2010    |
| ------ | ------ | ------ | ------ | ------ | ------- |
| 12 170 | 16 928 | 27 958 | 44 083 | 98 407 | 175 511 |

| 2020    | - | - | - | - | - |
| ------- | - | - | - | - | - |
| 251 283 | - | - | - | - | - |